# Трой Коцур
Трой Майкл Коцур (24 липня 1968 , Меса, Аризона ) — американський актор і режисер, відомий завдяки ролі другого плану у фільмі CODA (2021), яка принесла йому низку нагород, зокрема, премію «Оскар», премію Британської кіноакадемії, премію Гільдії кіноакторів США та премію Critics' Choice Movie Award. Він перший актор, що погано чує, який отримав останні три нагороди, та перший глухий чоловік і другий глухий актор, який отримав премію «Оскар».
Коцур також став режисером повнометражного фільму «Немає звичайного героя: Суперглухий фільм» (2013).

## Походження та навчання
Коцур народився в Месі, штат Аризона, найбільшому передмісті Фінікса, 24 липня 1968 року в родині Джоді (уродженої Тру) та Леонарда Стівена «Лен» Коцура, який був начальником поліції Меси. Коли Коцуру було дев'ять місяців, його батьки виявили, що він глухий, тому вони вивчили американську жестову мову, щоб родина могла спілкуватися. Батьки заохочували Троя займатися спортом і товаришувати з дітьми зі свого мікрорайону, які чують. Коцур відвідував денну школу для глухих у Феніксі, де вперше зацікавився акторською майстерністю. Закінчив Вествудську середню школу. У школі його вчитель драматичного мистецтва заохочував Троя брати участь у вар'єте із старшими учнями, де він виконав сценку з пантомімою, яка була позитивно сприйнята і спонукала його стати театральним актором.
Після закінчення школи Коцур проходив стажування в KTSP-TV (нині KSAZ-TV). Хоча він прагнув режисерувати фільми, під час стажування він допомагав редактору і не відчував зв'язку з людьми, згадуючи: «Моя режисерська мрія зникла після того, як я погодився з тим, що живу у світі, який не використовується моя жестова мови». Потім він навчався в університеті Галлоде з 1987 по 1989 рік і вивчав театр, телебачення та кіно.

## Творча кар'єра
Коли Коцур отримав пропозицію про роботу актором Національного театру глухих, він прийняв її і залишив Галлодський університет, щоб гастролювати з NTD на два роки, зігравши у двох виставах. У 1994 році він почав працювати в театрі «Deaf West» в Лос-Анджелесі, штат Каліфорнія, граючи в кількох виставах та режисуючи. На сцені він грав Стенлі в «Трамваї Бажання», Ленні в п'єсі «Про людей та мишей» та принца Гамлета в «Офелії».
У 2001 році Коцур і актор Лайл Каноуз, що чує, разом зіграли в мюзиклі Велика ріка 1985 року в Deaf West Theatre. Коцур і Каноузе зіграли батька Гекльберрі Фінна, причому Коцур грав, а Канузе говорив і співав. Успіх Великої ріки призвів до того, що вистава була показана на Форумі Марка Тейпера, а потім до її відродження на сцені Бродвейського театру у постановці Roundabout Theatre Company і Deaf West в театрі American Airlines в Нью-Йорку. Він також мав постійну роль у Сью Томас: FBEye, також він працював фахівцем з жестової мови у телешоу. Відтоді Трой грав на телебаченні та в кіно. 
У 2012 році Коцур зіграв головну роль у виставі «Сірано» за мотивами Сірано де Бержерака, поставленої спільно театрами «Глухий Захід» та «Фонтан». Прем'єра вистави режисера Стівена Сакса відбулася у квітні 2012 року. Слідом за Сірано Коцур зняв повнометражний фільм «Незвичайний герой: Суперглухий фільм», прем'єра якого відбулася на кінофестивалі в Гартленді у 2013 році.
У 2021 році Коцур знявся в художньому фільмі CODA, зігравши ролі другого плану, глухого батька дочки-підлітка, що чує. Режисер Сіан Хедер вперше побачив його виступи в постановках «Наше містечко» театру «Глухий Захід» та «Удома в зоопарку» Едварда Олбі та запросив його до складу трупи. Національне громадське радіо повідомило, що виступ Коцура в CODA «вразив як глядачів, так і критиків». За свою роль у фільмі Коцур отримав премію «Оскар» за найкращу чоловічу роль другого плану, ставши другим глухим актором після Марлі Метлін (його партнерки по CODA) у «Діти меншого Бога» (1986), який отримав премію «Оскар».
Коцур збирається зіграти головну роль у серіалі «Спалах перед вибухом» — спортивної драмі, з цілком глухим акторським складом.

## Особисте життя
Коцур одружений з актрисою Дін Брей, у шлюбі народилася донька Кіра.

## Фільмографія

### Фільми
| Рік      | Назва                                                             | Роль                     | Примітки                                      |
| -------- | ----------------------------------------------------------------- | ------------------------ | --------------------------------------------- |
| 2007 рік | Число 23                                                          | Барнабі                  |                                               |
| 2008 рік | Універсальні Знаки                                                | Кріс                     |                                               |
| 2009 рік | Подивіться, що я говорю: документальний фільм про глухих артистів | камео                    | Документальний фільм                          |
| 2013 рік | Незвичайний герой: Суперглухий фільм                              | Мет                      | Також режисер                                 |
| 2016 рік | Дика троянда прерій                                               | Джеймс Хансен            |                                               |
| 2021 рік | CODA: У ритмі серця                                               | Френк Россі, батько Рубі | Оскар за найкращу чоловічу роль другого плану |

### Телесеріали
| Рік          | Назва                              | Роль                            | Примітки                              |
| ------------ | ---------------------------------- | ------------------------------- | ------------------------------------- |
| 2001 рік     | Сильні ліки                        | Ларс                            | Епізод                                |
| 2002–2005 рр | Сью Томас: FBEye                   | Трой Маєрс                      | 5 епізодів                            |
| 2003 рік     | Док                                | Трой                            | Епізод: «Правила ведення бойових дій» |
| 2006 рік     | Місце злочину: Нью-Йорк            | Денніс Мітчум                   | Епізод: «Тиха ніч»                    |
| 2007 рік     | Клініка                            | Містер Френсіс                  | Епізод: «Мої слова мудрості»          |
| 2012 рік     | Криміналісти: мислити як злочинець | Джон Маєрс                      | Епізод: «Глушник»                     |
| 2019 рік     | Мандалорець                        | Тускенський рейдер-розвідник #1 | Епізод: «Частина 5: Стрілець»         |

## Театральні п'єси
| Рік           | Назва               | Роль                 | Примітки | Ref.   |
| ------------- | ------------------- | -------------------- | --- | ------ |
| 1989 рік      | Десь у кімнаті      |                      | П'єса Сюзан Зедер, режисер Віктор Браун | [ 10 ] |
| 1991–1992 рр. | Острів скарбів      |                      | На основі роману »Острів скарбів"; гастролі при Національному театрі глухих                                                                 | [ 10 ] |
| 1992–1993 рр. | Офелія              | Гамлет               | За мотивами персонажа Гамлета Офелія; гастролі при Національному театрі глухих                                                              | [ 10 ] |
| 1993 рік      | 25 центів           | Гаррі                | вистава Національного театру глухих | [ 11 ] |
| 2001 рік      | Велика річка        | батько Фіна / Герцог | Коцур грав роль батька Фіна з Лайлом Каноузом; вистава поставлена Національним театром глухих                                               | [ 12 ] |
| 2002 рік      | Велика річка        | батько Фіна / Герцог | Виступав на форумі Mark Taper; Коцур грав роль батька Фіна з Лайлом Каноузом                                                                | [ 12 ] |
| 2003 рік      | Велика річка        | батько Фіна / Герцог | Відновлення на Бродвеї у спільній постановці Deaf West Theatre та Roundabout Theatre Company; Коцур грав роль батька Фіна з Лайлом Каноузом | [ 13 ] |
| 2012 рік      | Сірано              | Сірано               | За мотивами Сірано де Бержерака; поставлена Національним театром глухих                                                                     | [ 10 ] |
| 2014 рік      | Весняне пробудження | Дорослі чоловіки     | Національному театрі глухих | [ 14 ] |

## Відзнаки
| Рік      | Премія                           | Категорія                                           | Кінофільм           | Результат | Результат |
| -------- | -------------------------------- | --------------------------------------------------- | ------------------- | --------- | --------- |
| 2012 рік | Премія «Овація».                 | Найкращий актор головної ролі у п'єсі               | Сірано              | Номінація | [ 10 ]    |
| 2021 рік | Премія «Оскар»                   | Найкращий актор другого плану                       | CODA: У ритмі серця | Перемога  | [ 15 ]    |
| 2021 рік | Премія BAFTA                     | Найкращий актор у фільмі другого плану              | CODA: У ритмі серця | Перемога  | [ 16 ]    |
| 2021 рік | Нагорода Critics' Choice Awards  | Найкращий актор другого плану                       | CODA: У ритмі серця | Перемога  | [ 17 ]    |
| 2021 рік | Золотий глобус                   | Найкраща чоловіча роль другого плану — кінофільм    | CODA: У ритмі серця | Номінація | [ 18 ]    |
| 2021 рік | Премія Готема                    | Видатний фільм другого плану                        | CODA: У ритмі серця | Перемога  | [ 19 ]    |
| 2021 рік | Премія Independent Spirit Awards | Найкращий чоловік другого плану в художньому фільмі | CODA: У ритмі серця | Перемога  | [ 20 ]    |
| 2021 рік | Премія Гільдії кіноакторів       | Найкращий акторський склад в ігровому кіно          | CODA: У ритмі серця | Перемога  | [ 21 ]    |
| 2021 рік | Премія Гільдії кіноакторів       | Найкраща чоловіча роль другого плану                | CODA: У ритмі серця | Перемога  | [ 21 ]    |